# Ван Реде, Ян
Ян Херманнюс ван Реде (нидерл. Jan Hermannus van Reede, 12 января 1878, Зволле — 15 ноября 1956, Эпе) — нидерландский офицер кавалерии, призёр Олимпийских игр.

## Биография
Родился в 1878 году в Зволле. В 1924 году принял участие в Олимпийских играх в Париже, где стал 14-м в личном первенстве в выездке. В 1926 году, будучи в звании подполковника, стал директором Нидерландской школы верховой езды. В 1928 году принял участие в Олимпийских играх в Амстердаме, где завоевал бронзовую медаль в командном первенстве в выездке, а в личном первенстве стал 8-м.